# 田中和彦
田中 和彦（たなか かずひこ、1954年〈昭和29年〉1月18日 - ）は、日本のアナウンサー、実業家。南海放送（RNB）代表取締役会長。

## 略歴
愛媛県伊予市出身。私立愛光高校を経て、1留の末、1977年に早稲田大学政治経済学部経済学科を卒業。大学時代は同窓の先輩・亀渕昭信に憧れ、アナウンス研究会に所属。入会当時の研究会長が吉田照美だったほか、今井伊佐男は同学部・同会の1年後輩である。ただ田中は上記通り1留のため、卒業年は今井と一緒であり、その後は日本テレビ系列のアナウンサーとして同期となる。
大学卒業後、RNBへ入社。スポーツ中継、ニュースキャスター、深夜放送を担当。管理職（後述）を歴任し、2014年6月に同社の代表取締役社長に就任。社長就任以降も、ラジオを中心に出演しており、毎年8月下旬の土曜深夜に、同じくRNBの元アナウンサーである松沢はつみとラジオで特別番組『和彦・はつみのTHE青春シャッフル』を放送。長年レギュラー番組で共演した林浩彦が死去した際は、自身が進行を務める形で追悼番組を急遽編成するなど、経営側に回って以降も必要に応じて随時放送現場に携わってきた。現場を重んじるスタンスは社長から代表取締役会長になってからも変わらず、2020年10月からは週1回のレギュラー番組パーソナリティとして復帰した。2024年、旭日小綬章受章。

### 職歴
- 1977年 アナウンサー
- 1994年 報道情報センター
- 1999年 ラジオセンター部長（統括）
- 2004年6月 放送業務本部編成局ラジオセンター部長（統括）
  - 放送業務本部編成局長・デジタル戦略会議幹事
- 2008年10月 放送業務本部副本部長（編成担当。局長格）
- 2009年10月 ラジオ局長
- 2010年6月 取締役メディア統括室長（テレビ局・ラジオ局担当）
- 2012年3月 取締役社長室長
- 2012年7月 取締役常務執行役員社長室長・社会貢献委員会委員長・開局60年委員会委員
- 2014年3月 取締役常務執行役員（総務局・編成局担当）・開局60年委員会委員
- 2014年6月 代表取締役社長[2]
- 2020年6月 代表取締役会長[5]

## 人物・エピソード
- アナウンサー職だけでなく、のべ30本[4]にわたるラジオドラマのプロデューサー・原作・脚本・構成を行った。そのうちのいくつかは映像化され、『赤シャツの逆襲』はテレビドラマ化され[4]、2004年6月20日に放送された『松山ロシア人捕虜収容所外伝 ソローキンの見た桜』は、翌年の2005年に第1回日本放送文化大賞ラジオ部門グランプリを受賞し、2019年に映画化された[7]。このほか『独眼流のゆううつ』『平成オランダおいね考』『風の男 BUZAEMON』[2]など。
- 社長職に就任して以降、ブログを手掛けている[8]。
- 妻は元南海放送アナウンサーの田中節子。長男は伊予市議の田中慎之介。

## 出演番組

### テレビ
- なんかいNEWS530
- おかえりテレビ・デリシャス
- 南海放送開局70年記念番組 なつかシアター モノトーンの彩り(ナビゲーター(ナレーター))　関連するYoutube番組「彩り放課後倶楽部」には顔出しで出演。

### ラジオ
- なんかい電話リクエスト[1]
- 田中君と小林君[1]
- DJスポット
- かずひこ。はつみのでんでんもしもし
- POPSヒコヒコタイム[1] - 田中自らスカウトしたフリーアナウンサーの林浩彦と共演。
- ときめいてGOGO
- おはよう!ナイスモーニング
- あっとまーく2005
- 中四国ライブネット[9]
- ヒコヒコジョッキー ラジオマンの憂鬱[5]